# 19e étape du Tour d'Italie 2004
Pour un article plus général, voir Tour d'Italie 2004.
La 19e étape du Tour d'Italie 2004 a eu lieu le 29 mai 2004 entre la ville de Bormio et celle de Presolana sur une distance de 122 km. Elle a été remportée par l'Italien Stefano Garzelli (Vini Caldirola-Nobili Rubinetterie). Il devance son compatriote Gilberto Simoni (Saeco) de deux secondes et le Slovène Tadej Valjavec (Phonak Hearing Systems) de 23 secondes. Damiano Cunego (Saeco) conserve son maillot rose de leader à l'issue de l'étape du jour.

## Classement de l'étape
| \| Classement de l'étape \| Classement de l'étape \| Classement de l'étape \| Classement de l'étape \| Classement de l'étape \| \| Coureur \| Coureur \| Pays \| Équipe \| Temps \| \| --------------------- \| --------------------- \| --------------------- \| ---------------------------------- \| --------------------- \| \| 1er \| Stefano Garzelli \| Italie \| Vini Caldirola-Nobili Rubinetterie \| 3 h 52 min 16 s \| \| 2e \| Gilberto Simoni \| Italie \| Saeco \| + 2 s \| \| 3e \| Tadej Valjavec \| Slovénie \| Phonak Hearing Systems \| + 23 s \| \| 4e \| Dario Cioni \| Italie \| Fassa Bortolo \| + 52 s \| \| 5e \| Damiano Cunego \| Italie \| Saeco \| + 52 s \| \| 6e \| Eddy Mazzoleni \| Italie \| Saeco \| + 1 min 23 s \| \| 7e \| Pavel Tonkov \| Russie \| Vini Caldirola-Nobili Rubinetterie \| + 1 min 23 s \| \| 8e \| Serhiy Honchar \| Ukraine \| De Nardi-Piemme Telekom \| + 1 min 23 s \| \| 9e \| Bradley McGee \| Australie \| Fdjeux.com \| + 1 min 43 s \| \| 10e \| Franco Pellizotti \| Italie \| Alessio-Bianchi \| + 1 min 43 s \| |                   |           |                                    |                 |
| |                   |           |                                    |                 |
| |                   |           |                                    |                 |
| Classement de l'étape |                   |           |                                    |                 |
| Coureur | Coureur           | Pays      | Équipe                             | Temps           |
| 1er | Stefano Garzelli  | Italie    | Vini Caldirola-Nobili Rubinetterie | 3 h 52 min 16 s |
| 2e | Gilberto Simoni   | Italie    | Saeco                              | + 2 s           |
| 3e | Tadej Valjavec    | Slovénie  | Phonak Hearing Systems             | + 23 s          |
| 4e | Dario Cioni       | Italie    | Fassa Bortolo                      | + 52 s          |
| 5e | Damiano Cunego    | Italie    | Saeco                              | + 52 s          |
| 6e | Eddy Mazzoleni    | Italie    | Saeco                              | + 1 min 23 s    |
| 7e | Pavel Tonkov      | Russie    | Vini Caldirola-Nobili Rubinetterie | + 1 min 23 s    |
| 8e | Serhiy Honchar    | Ukraine   | De Nardi-Piemme Telekom            | + 1 min 23 s    |
| 9e | Bradley McGee     | Australie | Fdjeux.com                         | + 1 min 43 s    |
| 10e | Franco Pellizotti | Italie    | Alessio-Bianchi                    | + 1 min 43 s    |

## Classement général
À la suite de cette dernière étape de montagne, l'Italien Damiano Cunego (Saeco) conserve le maillot rose de leader du classement général. Il devance toujours l'Ukrainiens Serhiy Honchar (De Nardi-Piemme Telekom) et son coéquipier Gilberto Simoni, troisième. Dario Cioni (Fassa Bortolo) gagne une nouvelle place et se retrouve 4e de devant Yaroslav Popovych (Landbouwkrediet-Colnago), nouveau cinquième. Grâce à leurs bons résultats, Stefano Garzelli (Vini Caldirola-Nobili Rubinetterie) gagne deux places (6e) et Tadej Valjavec (Phonak Hearing Systems) intègre le top 10 (9e).
| \| Classement général \| Classement général \| Classement général \| Classement général \| Classement général \| \| Coureur \| Coureur \| Pays \| Équipe \| Temps \| \| ------------------ \| ------------------ \| ------------------ \| ---------------------------------- \| ------------------ \| \| 1er \| Damiano Cunego \| Italie \| Saeco \| 84 h 33 min 34 s \| \| 2e \| Serhiy Honchar \| Ukraine \| De Nardi-Piemme Telekom \| + 2 min 02 s \| \| 3e \| Gilberto Simoni \| Italie \| Saeco \| + 2 min 05 s \| \| 4e \| Dario Cioni \| Italie \| Fassa Bortolo \| + 4 min 44 s \| \| 5e \| Yaroslav Popovych \| Ukraine \| Landbouwkrediet-Colnago \| + 5 min 05 s \| \| 6e \| Stefano Garzelli \| Italie \| Vini Caldirola-Nobili Rubinetterie \| + 5 min 31 s \| \| 7e \| Wladimir Belli \| Italie \| Lampre \| + 6 min 12 s \| \| 8e \| Bradley McGee \| Australie \| Fdjeux.com \| + 6 min 15 s \| \| 9e \| Tadej Valjavec \| Slovénie \| Phonak Hearing Systems \| + 6 min 34 s \| \| 10e \| Juan Manuel Gárate \| Espagne \| Lampre \| + 7 min 47 s \| |                    |           |                                    |                  |
| |                    |           |                                    |                  |
| |                    |           |                                    |                  |
| Classement général |                    |           |                                    |                  |
| Coureur | Coureur            | Pays      | Équipe                             | Temps            |
| 1er | Damiano Cunego     | Italie    | Saeco                              | 84 h 33 min 34 s |
| 2e | Serhiy Honchar     | Ukraine   | De Nardi-Piemme Telekom            | + 2 min 02 s     |
| 3e | Gilberto Simoni    | Italie    | Saeco                              | + 2 min 05 s     |
| 4e | Dario Cioni        | Italie    | Fassa Bortolo                      | + 4 min 44 s     |
| 5e | Yaroslav Popovych  | Ukraine   | Landbouwkrediet-Colnago            | + 5 min 05 s     |
| 6e | Stefano Garzelli   | Italie    | Vini Caldirola-Nobili Rubinetterie | + 5 min 31 s     |
| 7e | Wladimir Belli     | Italie    | Lampre                             | + 6 min 12 s     |
| 8e | Bradley McGee      | Australie | Fdjeux.com                         | + 6 min 15 s     |
| 9e | Tadej Valjavec     | Slovénie  | Phonak Hearing Systems             | + 6 min 34 s     |
| 10e | Juan Manuel Gárate | Espagne   | Lampre                             | + 7 min 47 s     |

## Classements annexes
| Classement par points | Classement par points | Classement par points | Classement par points          | Classement par points |
| Coureur               | Coureur               | Pays                  | Équipe                         | Points                |
| --------------------- | --------------------- | --------------------- | ------------------------------ | --------------------- |
| 1er                   | Alessandro Petacchi   | Italie                | Fassa Bortolo                  | 225 pts               |
| 2e                    | Damiano Cunego        | Italie                | Saeco                          | 153 pts               |
| 3e                    | Olaf Pollack          | Allemagne             | Gerolsteiner                   | 134 pts               |
| 4e                    | Aliaksandr Usau       | Biélorussie           | Phonak Hearing Systems         | 101 pts               |
| 5e                    | Fred Rodriguez        | États-Unis            | Acqua & Sapone - Caffè Mokambo | 96 pts                |

| Classement par points | Classement par points | Classement par points | Classement par points          | Classement par points |
| Coureur               | Coureur               | Pays                  | Équipe                         | Points                |
| --------------------- | --------------------- | --------------------- | ------------------------------ | --------------------- |
| 1er                   | Alessandro Petacchi   | Italie                | Fassa Bortolo                  | 225 pts               |
| 2e                    | Damiano Cunego        | Italie                | Saeco                          | 153 pts               |
| 3e                    | Olaf Pollack          | Allemagne             | Gerolsteiner                   | 134 pts               |
| 4e                    | Aliaksandr Usau       | Biélorussie           | Phonak Hearing Systems         | 101 pts               |
| 5e                    | Fred Rodriguez        | États-Unis            | Acqua & Sapone - Caffè Mokambo | 96 pts                |

| Classement de la montagne | Classement de la montagne | Classement de la montagne | Classement de la montagne          | Classement de la montagne |
| Coureur                   | Coureur                   | Pays                      | Équipe                             | Points                    |
| ------------------------- | ------------------------- | ------------------------- | ---------------------------------- | ------------------------- |
| 1er                       | Fabian Wegmann            | Allemagne                 | Gerolsteiner                       | 56 pts                    |
| 2e                        | Damiano Cunego            | Italie                    | Saeco                              | 54 pts                    |
| 3e                        | Gilberto Simoni           | Italie                    | Saeco                              | 36 pts                    |
| 4e                        | Stefano Garzelli          | Italie                    | Vini Caldirola-Nobili Rubinetterie | 33 pts                    |
| 5e                        | Alexandre Moos            | Suisse                    | Phonak Hearing Systems             | 24 pts                    |

| Classement de la montagne | Classement de la montagne | Classement de la montagne | Classement de la montagne          | Classement de la montagne |
| Coureur                   | Coureur                   | Pays                      | Équipe                             | Points                    |
| ------------------------- | ------------------------- | ------------------------- | ---------------------------------- | ------------------------- |
| 1er                       | Fabian Wegmann            | Allemagne                 | Gerolsteiner                       | 56 pts                    |
| 2e                        | Damiano Cunego            | Italie                    | Saeco                              | 54 pts                    |
| 3e                        | Gilberto Simoni           | Italie                    | Saeco                              | 36 pts                    |
| 4e                        | Stefano Garzelli          | Italie                    | Vini Caldirola-Nobili Rubinetterie | 33 pts                    |
| 5e                        | Alexandre Moos            | Suisse                    | Phonak Hearing Systems             | 24 pts                    |

| Classement Intergiro | Classement Intergiro | Classement Intergiro | Classement Intergiro         | Classement Intergiro |
|                      | Coureur              | Pays                 | Équipe                       | Temps                |
| -------------------- | -------------------- | -------------------- | ---------------------------- | -------------------- |
| 1er                  | Raffaele Illiano     | Italie               | Colombia-Selle Italia        | en 48 h 17 min 25 s  |
| 2e                   | Crescenzo D'Amore    | Italie               | Acqua & Sapone-Caffè Mokambo | + 9 s                |
| 3e                   | Marlon Pérez         | Colombie             | Colombia-Selle Italia        | + 18 s               |
| 4e                   | Robert Förster       | Allemagne            | Gerolsteiner                 | + 35 s               |
| 5e                   | Aart Vierhouten      | Pays-Bas             | Lotto-Domo                   | + 35 s               |
| modifier             |                      |                      |                              |                      |

| Classement par équipes | Classement par équipes             | Classement par équipes | Classement par équipes |
| Équipe                 | Équipe                             | Pays                   | Temps                  |
| ---------------------- | ---------------------------------- | ---------------------- | ---------------------- |
| 1re                    | Saeco                              | Italie                 | 253 h 30 min 38 s      |
| 2e                     | Vini Caldirola-Nobili Rubinetterie | Italie                 | + 19 min 28 s          |
| 3e                     | Lampre                             | Italie                 | + 26 min 06 s          |
| 4e                     | Alessio-Bianchi                    | Italie                 | + 29 min 28 s          |
| 5e                     | Saunier Duval-Prodir               | Espagne                | + 39 min 25 s          |

| Classement par équipes | Classement par équipes             | Classement par équipes | Classement par équipes |
| Équipe                 | Équipe                             | Pays                   | Temps                  |
| ---------------------- | ---------------------------------- | ---------------------- | ---------------------- |
| 1re                    | Saeco                              | Italie                 | 253 h 30 min 38 s      |
| 2e                     | Vini Caldirola-Nobili Rubinetterie | Italie                 | + 19 min 28 s          |
| 3e                     | Lampre                             | Italie                 | + 26 min 06 s          |
| 4e                     | Alessio-Bianchi                    | Italie                 | + 29 min 28 s          |
| 5e                     | Saunier Duval-Prodir               | Espagne                | + 39 min 25 s          |